# Bernard Francis Law
Bernard Francis Law (Torreón, 4 novembre 1931 – Roma, 20 dicembre 2017) è stato un cardinale e arcivescovo cattolico statunitense.
L'indagine del quotidiano The Boston Globe accusò il cardinale Law di aver coperto molti casi di pedofilia avvenuti in diverse parrocchie. L'indagine valse il Premio Pulitzer di pubblico servizio al quotidiano nel 2003 e aprì a numerose indagini sui casi di pedofilia all'interno della Chiesa cattolica.

## Biografia
Bernard Francis Law nacque nella città messicana di Torreón il 4 novembre 1931 ed era l'unico figlio di Bernard A. Law (morto nel 1955) e di Helen Stubblefield. Suo padre era un colonnello dell'Aeronautica militare degli Stati Uniti e un veterano della prima guerra mondiale. Bernard crebbe quindi nelle basi militari negli Stati Uniti d'America e in America Latina dove lavorava il padre. Sua madre era una pianista.

### Formazione e ministero sacerdotale
Frequentò le scuole a New York, in Florida, in Georgia e a Barranquilla, in Colombia, prima di diplomarsi alla Charlotte Amalie High School di Saint Thomas, nelle Isole Vergini Americane. Quando era al college scriveva per il Virgin Islands Daily News. La famiglia giunse nel Mississippi quando il padre ricevette l'incarico di direttore dell'aeroporto di Jackson.
Si laureò in storia medioevale all'Università di Harvard. Studiò quindi filosofia al Saint Joseph Seminary College di St. Benedict, Louisiana, dal 1953 al 1955, e teologia al Pontificio collegio Josephinum di Worthington dal 1955 al 1961.
Il 21 maggio 1961 fu ordinato presbitero per la diocesi di Natchez-Jackson nella cappella del Pontificio collegio Josephinum dall'arcivescovo Egidio Vagnozzi. In seguito fu vicario parrocchiale della parrocchia di San Paolo a Vicksburg dal 1961 al 1963, direttore del giornale diocesano Mississippi Register dal 1963 al 1968 e parroco della parrocchia di Santa Teresa a Jackson dal gennaio del 1963 al 1968. Dal 1963 al 1968 ricoprì anche diversi incarichi a livello diocesano, tra cui quelli di direttore dell'ufficio per la vita familiare e di direttore spirituale del seminario minore. Durante il suo mandato di cinque anni presso il giornale, Law usò la sua rubrica editoriale per affrontare una miriade di problemi e argomenti della società e della Chiesa. In particolare scrisse con forza in opposizione alla segregazione e alle ingiustizie razziali. Law fu infatti un attivista per i diritti civili. Fece parte della Mississippi Leadership Conference e del Mississippi Human Relations Council. Per le sue attività in materia di diritti civili e le sue forti posizioni ribadite nei suoi articoli sul Mississippi Register ricevette minacce di morte. Il giornale perse inoltre molti abbonati per i quali le sue prese di posizione sui diritti civili erano ripugnanti. Charles Evers, fratello dell'attivista per i diritti civili Medgar Evers, elogiò Law dicendo che "agì non per i neri, ma per la giustizia e ciò che è giusto". Il suo editoriale intitolato "Legal Segregation is Dying" del marzo del 1964 vinse un premio della National Catholic Press Association. In questo lavoro trovò il sostegno di molti leader protestanti, dando vita a forme di collaborazione ecumenica apprezzate anche a livello nazionale.
Law utilizzò la TV locale per condurre una trasmissione di evangelizzazione in onda per otto sere. Il programma riuscì a raggiungere i 100 000 ascoltatori ogni sera.
Nel 1968 ricevette il suo primo incarico nazionale, come direttore esecutivo del comitato episcopale per l'ecumenismo e gli affari interreligiosi. Sempre nell'ambito della Conferenza episcopale, si occupò anche di questioni economiche. Il 5 dicembre 1968 venne nominato cappellano di Sua Santità.
Nel 1971 rientrò in diocesi per assumere l'incarico di vicario generale.

### Ministero episcopale
Il 22 ottobre 1973 papa Paolo VI lo nominò vescovo di Springfield-Cape Girardeau e ricevette l'ordinazione episcopale il 5 dicembre successivo nella cattedrale di Sant'Agnese a Springfield da Joseph Bernard Brunini, vescovo di Natchez-Jackson, co-consacranti  William Wakefield Baum, arcivescovo metropolita di Washington e Joseph Louis Bernardin, arcivescovo metropolita di Cincinnati.
All'inizio del suo episcopato la diocesi contava 59 parrocchie, 4 delle quali non avevano un parroco residente, e 31 missioni. Le parrocchie venivano curate da 68 sacerdoti diocesani e 28 religiosi di sette ordini religiosi. A quel tempo in diocesi vi erano 211 religiose appartenenti a venti ordini. C'erano 24 scuole parrocchiali ma, all'inizio degli anni '60, il consolidamento delle scuole superiori era già iniziato. Nel 1962 la Cape Girardeau Catholic High School divenne la Notre Dame Regional High School. Nella zona occidentale della diocesi venne aperta la Springfield/St. Agnes Regional High School, una scuola superiore privata nata dalla fusione della Joplin Regional High School con la McAuley Regional High School. Nella città di Carthage la St. Anthony Kindergarten venne gestita separatamente dalla scuola elementare cattolica dal 1949 al 1976.
In diocesi il numero di ospedali rimase identico a quello dell'episcopato di monsignor William Wakefield Baum. Essi continuarono però ad espandersi nello spazio e nei servizi, mantenendo una presenza cattolica nelle aree in cui prestavano servizio.
La cancelleria diocesana affittò gli uffici nel Landers Building, a Park Central Square, Springfield, e cominciò a ospitare oltre agli uffici del vescovo anche quelli del cancelliere, del vice cancelliere, del sovrintendente delle scuole cattoliche e del dipartimento di educazione religiosa, del segretariato per le questioni sociali, del giornale diocesano The Mirror e dell'ufficio per le vocazioni.
Diversi uffici diocesani come il consiglio pastorale diocesano, il consiglio presbiterale, l'ufficio di informazione, l'ufficio della radio e della televisione, l'ufficio per pastorale nei campus universitari e il consiglio delle donne cattoliche divennero pienamente operativi nella diocesi. Le conferenze di San Vincenzo de'Paoli e la Legione di Maria coinvolsero nei loro servizi anche i laici. Nel 1967 entrò in funzione la Conferenza cattolica del Missouri, l'organo che riuniva i quattro vescovi di quello Stato.
Quasi immediatamente, monsignor Law mise diverse donne a capo di diversi uffici diocesani dell'educazione. Suor Mary Philip Hampton assunse la responsabilità di sovrintendente delle scuole cattoliche. Il vescovo salvò personalmente la St. Agnes High School di Springfield e chiamò suor Mary Raynald Blomer, già preside della Notre Dame High School di Cape Girardeau, a guidarla. Suor Margaret Hosch venne nominata direttrice dell'ufficio per l'educazione religiosa con suor Kathleen Grace come assistente. Suor Anastasia Wehner iniziò a lavorare con gli insegnanti delle scuole superiori sviluppando programmi per i giovani nell'ufficio di educazione religiosa.
Poiché c'erano meno chierici, le parrocchie iniziarono ad assumere dei laici come direttori delle scuole cattoliche. A volte uno di essi serviva più parrocchie. Gli Istituti di educazione religiosa, tenuti alternativamente a Springfield e Cape Girardeau riunivano i direttori per favorire il sostegno e la condivisione reciproci.
La Conferenza cattolica del Missouri assunse maggiore importanza come braccio di pressione delle diocesi del Missouri nella legislatura statale. Louis DeFeo, l'avvocato della Conferenza, tentò di ottenere il riesame di una decisione della Corte Suprema del Missouri del 1974 che proibiva il prestito di libri di testo laici ai bambini delle scuole non pubbliche. La base della decisione del tribunale era che la legge sui libri di testo gratuiti del Missouri era incostituzionale. Sebbene la richiesta di DeFeo sia stata respinta, i tribunali accettarono di consentire la consegna dei libri di testo in tempo utile per l'anno scolastico 1974-75. Il prestito di libri a scuole non pubbliche si concluse subito dopo, ma gli sforzi di lobbying su altre questioni proseguirono con il crescente sostegno dei quattro vescovi del Missouri.
A partire dal 1974, i bambini della diocesi ebbero l'opportunità di partecipare al programma Camp Re-NEW-All. La prima e unica sessione di quell'anno durò una settimana ed era aperta ai bambini che frequentavano classi dalla prima media alla terza media. Si tenne presso l'Hammond Mill Camp, a 15 miglia a ovest di West Plains. Camp Re-NEW-All è un'esperienza di comunità cattolica per i bambini e nacque da una conversazione tra i fondatori, padre Mark Binder e la signorina Phyllis Peterka, avvenuta alla fine del marzo del 1974. Iniziò come attuazione del desiderio dei bambini cattolici della diocesi di poter conoscere altri bambini cattolici e sperimentare la vita di comunità. Si rivelò un'esigenza e un desiderio di tutta la diocesi di Springfield-Cape Girardeau. Camp Re-NEW-All è cresciuto da una sessione nel 1974 a due nel 1975, a quattro nel 1976, a cinque nel 1977, fino a otto sessioni nell'estate del 2003. Quell'anno tre sessioni si tennero a Camp St. Vincent, a Fredericktown, e cinque al Roaring River State Park di Cassville). I campeggiatori e i membri dello staff di volontari che partecipano provengono da quasi tutte le parrocchie della diocesi. La direzione del programma del campo fu inizialmente nelle mani della signora Virginia Denmark e della signora Nancy McGregor. Il programma del campo passò sotto la gestione della diocesi nel 1975. La signora Virginia Sander divenne direttore per entrambe le parti della diocesi nel 1976. Attualmente, la signora Sander dirige il campo nella parte est della diocesi e la signora Kathy Miloshewski quello nella parte ovest. Oggi l'Ufficio diocesano per la pastorale giovanile gestisce il programma che continua a fornire a studenti delle scuole superiori, universitari e adulti un'occasione di vivere in una comunità cattolica. Le attività comprendono liturgia, preghiera, artigianato, sport, nuoto e l'apprezzamento dell'ambiente naturale. Nel 2003 questa esperienza coinvolse 700 giovani e 200 volontari adulti. Due benedizioni vennero realizzate da Camp Re-NEW-All. Molti dei campeggiatori liceali, collegiali e adulti fanno pii volontariato come membri dello staff. Alcuni di loro hanno anche offerto i loro servizi nelle loro parrocchie e nella diocesi in materia di fede e leadership.
Non solo il vescovo lavorò istituzionalmente per promuovere la vita di fede dei giovani della diocesi, ma divenne personalmente coinvolto nelle loro attività religiose. Al suo arrivo scelse un gruppo rappresentativo di giovani di Springfield per pregare a casa sua una volta alla settimana.
Nei suoi dieci anni come vescovo, monsignor Law affrontò alcune delle stesse sfide dei suoi predecessori. Non c'erano ancora college cattolici nella diocesi, il che significava che non c'erano opportunità facilmente accessibili per scambi intellettuali di livello superiore e la crescita della fede dei suoi membri. L'assenza di case provinciali lasciò la diocesi dipendente da fonti esterne per servizi cruciali. L'arretramento delle iscrizioni, la carenza di personale sacerdotale e le spese insostenibili spinsero il vescovo a chiudere la Sacred Heart House of Studies un anno dopo aver assunto la responsabilità della diocesi.
La distanza percorsa da un'estremità all'altra della diocesi e tra le parrocchie continuò a influenzare negativamente il tempo lasciato per i doveri pastorali e lo spirito diocesano di unità. Non solo la divisione geografica separava orizzontalmente le diverse comunità, ma vi era una specie di linea a sud di Cape Girardeau dove, entro due miglia, la cultura si spostava da quella tipica del Midwest a quella del vecchio sud. Questo, insieme al sentimento anti-cattolico prevalente ancora in certe aree, fecero sì che popoli, culture, religioni e distanze militassero contro la tanto desiderata unità della diocesi. Nella primavera del 1977, a Cape Girardeau fu affittato uno spazio per uffici da utilizzare come "base operativa" sul lato est della diocesi. Nella sua "attenzione alle parrocchie", monsignor Law vide questo "come uno strumento per aiutare i membri dello staff a servire meglio le parrocchie". Lo sforzo fu tuttavia di breve durata.
A complicare le cose, un incendio al settimo piano del Landers Building causò danni da fumo e acqua agli uffici. Due anni dopo, nel 1979, la cancelleria si trasferì dunque a un isolato di distanza, nel McDaniel Building, nel centro di Springfield.
Gli anni dell'episcopato di monsignor Law videro anche le fattorie familiari minacciate di estinzione e il vescovo lottò per sapere quale direzione la Chiesa avrebbe dovuto prendere sulle questioni rurali. Un'altra sfida all'insegnamento della Chiesa fu la legalizzazione dell'aborto sancita nel 1973 della Corte Suprema del Missouri.
Nel 1975 organizzò l'accoglienza nella sua diocesi di 166 rifugiati vietnamiti arrivati negli Stati Uniti e membri di una congregazione religiosa vietnamita, la Congregazione della Madre corredentrice. Due anni dopo ne ordinò sacerdoti dodici. Fu Robert Lee, l'editore del settimanale diocesano The Mirror, a trovare i profughi vietnamiti, sia sacerdoti che laici, a Fort Chaffee e a convincere monsignor Law ad esplorare la situazione. Una volta che fu a conoscenza della difficile condizione dei vietnamiti, divenne il loro avvocato. I Missionari oblati di Maria Immacolata possedevano ancora proprietà e edifici a Carthage che erano stati acquistati da un gruppo metodista che li aveva abbandonati durante la Grande depressione. Sebbene non fosse più usato come seminario minore degli oblati, l'ordine esitava a rinunciarvi. Padre John Weissler, vi teneva infatti aperta la tipografia in cui stampava un giornale per gli alunni che includeva richieste di donazioni per aiutare nella manutenzione degli edifici. Monsignor Law usò il suo fascino persuasivo e l'amicizia personale con il provinciale degli oblati per convincerli a vendere i loro edifici per un dollaro ai sacerdoti e ai chierici vietnamiti. Essi successivamente ebbero successo nel servire il gran numero di rifugiati che si stabilirono negli Stati Uniti. Il sito è ora il quartier generale negli Stati Uniti per i sacerdoti vietnamiti.
Tra le altre strategie per il reinsediamento dei rifugiati, monsignor Law lanciò un appello alle comunità religiose. Riuscì a far lavorare le Figlie della Carità con gli immigrati e nel 1975 la diocesi aprì l'ufficio per il reinsediamento dei rifugiati vietnamiti, guidato inizialmente da suor Rosaire Cantu e poi da suor Teresa Toile. All'inizio del 1976 una delle quattro pagine del The Mirror fu stampata in lingua vietnamita per accogliere i cattolici vietnamiti che si stavano insediando in tutta la diocesi.
Sebbene molti degli immigrati alla fine si siano trasferiti altrove, la parte sud-occidentale della diocesi registrò la maggiore crescita della popolazione cattolica nei quasi trent'anni tra il 1974 e il 2003. Nella contea di Stone i cattolici aumentarono di tredici volte. La contea di McDonald la seguiva con un aumento di quasi dodici volte. Questi aumenti furono causati anche dai numerosi immigrati ispanici che venivano a lavorare nell'industria del pollame. Le contee di Christian, Taney, Cedar e Dade videro crescere la popolazione cattolica di tre o quattro volte grazie anche alla nascita di città come Branson nell'area dei laghi. La crescente popolazione cattolica nella parte occidentale della diocesi generò la necessità di aprire una sesta parrocchia a Springfield.
Nel 1977 l'introduzione del nuovo rito dell'iniziazione cristiana degli adulti costituì un vantaggio per gli sforzi evangelizzanti della diocesi. Sostituendo il vecchio metodo di iniziazione e sottolineando la conoscenza intellettuale della fede, il nuovo rito aggiunse esperienze di comunità, rituali e di formazione con un programma di studio delle Sacre scritture e uno della dottrina portato avanti come condivisione della fede. Gli iniziati furono introdotti a un modo di vivere e ad un corpo di credenze.
Tra le nuove prospettive introdotte dal Concilio Vaticano II vi fu il ruolo cruciale dei laici nella missione della Chiesa. Essi non erano più da considerare cristiani di seconda classe o partecipanti alla missione della gerarchia. I laici e le donne, identificati dal Concilio come Popolo di Dio, assumevano il ruolo di evangelizzatori a tutti gli effetti attraverso la loro dignità di battezzati, di membri della Chiesa e sotto il principio di "responsabilità condivisa".
Quasi immediatamente monsignor Law sciolse il vecchio consiglio pastorale diocesano e si mise a formalizzare i nuovi consigli parrocchiali emanando nel 1977 un "memorandum d'intesa", una costituzione uniforme per sostituire la pletora di costituzioni dei consigli parrocchiali esistenti. Esso ritenne importante identificare il consiglio parrocchiale come organo consultivo. Alcuni anni dopo, il vescovo ripristinò il consiglio pastorale diocesano, adattandolo alla forma che possiede oggi. La messa in servizio dei laici come lettori e ministri straordinari dell'Eucaristia, l'attuazione del nuovo rito della penitenza, della ricezione della comunione nella mano e della concessione ai fedeli di poter ricevere la comunione sotto la specie del vino furono alcune delle azioni che trasformarono le affermazioni teoriche del Concilio Vaticano II in esperienze concrete.
La ricezione di monsignor Law dei nuovi ruoli per i laici era profondamente genuina. Una persona laica osservò: "Prima [dell'incontro con il vescovo Law], quando incontrai un vescovo mi sentii legata, ma monsignor Law mi fece sentire a mio agio. In un suo libro che scrisse: "Il Papa Giovanni Paolo spesso ci ricorda che l'appello dei laici sta diventando sempre più indispensabile", ed è esattamente così che agisce. Ha ascoltato quello che dovevo dire [riguardo ad una nuova iniziativa] e mi ha permesso di portarla a termine".
Monsignor Law era veramente un uomo del popolo. Ebbe inoltre una relazione di prim'ordine con molte comunità religiose. Incontrò i provinciali delle comunità che operavano nella diocesi chiedendo sempre un maggiore coinvolgimento dei loro membri nella Chiesa del sud del Missouri. Per questo motivo, gesuiti e oblati si recarono nella regione centrale della diocesi per assumere responsabilità pastorali nelle parrocchie.
Aveva l'abitudine di unirsi alla gente nei gruppi di preghiera. Per esempio incontrava il gruppo del Rinnovamento carismatico il martedì quando era in città, pregando con loro qualche volta fino a mezzanotte o l'una. Socializzava con le persone che partecipavano alla sua messa delle 6.
Monsignor Law fu un vescovo della gente che durante le visite alle parrocchie accorciava l'incontro con il sacerdote e chiedeva: "Chi è in ospedale?" o "Chi è malato?" Secondo un parroco "era molto pastorale e agiva come pastore. Andò fuori verso la gente. Ne ricordava i nomi".
Ebbe molto a cuore anche la crescita spirituale delle persone e promosse iniziative che andavano in quella direzione.
La devozione di monsignor Law verso la gente raggiunse anche i non cattolici. Durante la preparazione per l'Anno Santo del 1975 la diocesi si concentrò sul tema "Riconciliazione, evangelizzazione e rinnovamento / pellegrinaggio in Terra Santa". Ci furono celebrazioni inaugurali sia a Springfield e Cape Girardeau. Continuando l'entusiasmo di monsignor William Wakefield Baum per gli sforzi ecumenici, monsignor Law venne coinvolto nel movimento ecumenico nella sua stessa diocesi. Fondò la conferenza di leadership cristiana del Missouri. Fu nominato membro del Segretariato per l'unità dei cristiani e dal 1976 al 1981 fu consultore della Commissione per le relazioni religiose con gli ebrei. Verso la fine degli anni '70 monsignor Law presiedette anche il comitato episcopale per gli affari ecumenici e interreligiosi.
Nel 1981 venne nominato delegato ecclesiastico del Provvedimento pastorale, una serie di pratiche e norme che consentono ai vescovi di fornire assistenza spirituale ai cattolici romani provenienti dalla tradizione anglicana istituendo parrocchie e ordinando sacerdoti per le loro esigenze. Nel primo anno del provvedimento, sessantaquattro sacerdoti episcopali fecero domanda per essere accettati nella Chiesa cattolica. Questo portò per la prima volta i preti sposati con le loro famiglie nelle diocesi cattoliche statunitensi.
La natura estroversa di monsignor Law trovò espressione nel suo facile uso dei media. Il suo principale mezzo di comunicazione era forse il telefono. Era "costantemente" al telefono. Un monsignore infatti un giorno lo stuzzicò scherzosamente: "La più grande penitenza per te sarebbe quella di legarti e far squillare il telefono".
Nel 1975, solo due anni dopo essere arrivato in diocesi, monsignor Law istituì l'ufficio delle comunicazioni per trasmettere regolarmente programmi radiofonici e televisivi per la diocesi. La direttrice diocesana delle comunicazioni dal 1975 al 1980 fu suor Emile Morgan che cercò finanziamenti nella sezione del Missouri dei Cavalieri di Colombo. Il risultato fu il lancio nel 1976 di un talk show cattolico di mezz'ora trasmesso a Springfield e Joplin.
"Sapeva come usare i media a pieno vantaggio e si sentiva a proprio agio con i giornalisti", osservò Marilyn Vydra, direttrice delle comunicazioni diocesane dal 1981 al 2003. Una borsa di studio della Catholic Extension Society, finanziata dal Fondo diocesano per lo sviluppo, permise a monsignor Law di trasmettere un messaggio di riflessione di cinque minuti sulla stazione affiliata di Springfield, la ABC-TV, cinque giorni a settimana dal 1977 al 1983.
Anche da vescovo monsignor Law rimase sensibile alle cause della giustizia. Nel 1976 iniziò a pianificare un coinvolgimento dei cattolici nella missione per la giustizia sociale intitolata "Libertà e giustizia per tutti". Nello stesso anno partecipò a "Un invito all'azione", un catalizzatore per enfatizzare la responsabilità della Chiesa nella ricerca di "libertà e giustizia per tutti". Nel primo incontro nazionale tenutosi il 21 ottobre 1976 vi presero parte monsignor Law, due preti, tre suore, due laici e una laica.
Quando i piccoli agricoltori della diocesi iniziarono a perdere le loro terre, il vescovo riconobbe che le organizzazioni degli agricoltori a livello statale o federale erano quasi inutili. Pensava che permettere agli agricoltori di combattere le loro battaglie a livello locale potesse essere più efficace degli sforzi delle agenzie governative. Prendere questa posizione richiese discernimento, coraggio e risolutezza.
Per promuovere la vita familiare, la diocesi di Springfield-Cape Girardeau fu una delle prime ad aprire un ufficio per la vita famigliare. Anche la diocesi stessa subì molti cambiamenti come la predisposizione di programmi di preparazione al matrimonio cristiano quando il Christian Family Movement iniziò a perdere la sua popolarità.
Monsignor Law fu un sostenitore dei poveri e degli emarginati, rivolgendo la sua attenzione soprattutto all'aiuto delle donne maltrattate. Secondo un sacerdote, per quanto riguardava l'aiuto ai poveri, il vescovo era un "sognatore".
Monsignor Law era un buon ascoltatore e quando parlava o scriveva era decisivo. Quando partecipava a un incontro infatti doveva stare attento a non dominare gli altri. Era genuinamente pastorale e ispirava fiducia. Un prete ricordò un aneddoto in cui una famiglia ispanica ebbe un terribile incidente stradale e non si trovò nessuno che potesse comunicare con loro. Disse: "L'unica persona a cui potevo pensare che sapesse parlare spagnolo era monsignor Law. Lo chiamai alle 2 di mattina. Si avvicinò e immediatamente fece mangiare la gente dalla sua mano. Li calmò e pregò con loro. Sono andato a casa a riposare e sono tornato alle 8 o alle 9 del mattino. Era ancora con loro".
L'11 gennaio 1984 papa Giovanni Paolo II lo nominò arcivescovo metropolita di Boston. Prese possesso dell'arcidiocesi il 23 marzo successivo. Nel governo pastorale fin dall'inizio evidenziò gli obiettivi del rinnovamento spirituale personale dei fedeli, dell'evangelizzazione, della giustizia sociale e della pace, dell'istruzione cattolica e delle vocazioni. La sua prima lettera pastorale rilanciò l'impegno per l'animazione della vita parrocchiale, trattando il tema della liturgia come cuore della vita della parrocchia. Da arcivescovo proseguì il suo impegno per la causa dell'unità dei cristiani e per il miglioramento delle relazioni con l'ebraismo.
Il 25 maggio 1985 papa Giovanni Paolo II lo creò cardinale e gli assegnò il titolo di Santa Susanna.
Partecipò alla II assemblea generale straordinaria del Sinodo dei vescovi che ebbe luogo nella Città del Vaticano dal 24 novembre all'8 dicembre 1985 sul tema "L'applicazione del Concilio Vaticano II". Al Sinodo, in uno dei pochi discorsi pronunciati in latino, chiese la creazione di un "catechismo universale" per difendersi dal dissenso, specialmente dei teologi. Fu il secondo prelato a richiedere un documento del genere, che venne pubblicato nel 1992 (Law curò la prima bozza della sua traduzione inglese).
A metà degli anni '80, Law presiedette il comitato episcopale per la ricerca e le pratiche pastorali e distribuì un rapporto sulla massoneria. Il rapporto dei vescovi concluse che "i principi e i rituali fondamentali della massoneria incarnano una religione naturalistica, la cui partecipazione attiva è incompatibile con la fede e la pratica cristiana".
Fu inviato speciale del papa al congresso eucaristico per i paesi della regione dei Caraibi tenutosi a Port of Spain, Trinidad e Tobago, dal 17 al 20 aprile 1997 e al congresso eucaristico nazionale peruviano tenutosi a Lima dal 30 agosto al 3 settembre del 2000.
Partecipò all'assemblea speciale per l'America del Sinodo dei vescovi che ebbe luogo nella Città del Vaticano dal 16 novembre al 12 dicembre 1997.
Svolse un ruolo significativo nel dialogo con il governo cubano, incontrando anche Fidel Castro e nel 1998 fu fondamentale il suo contributo nell'organizzazione della visita a Cuba di papa Giovanni Paolo II.
A interrompere bruscamente la sua brillante carriera ecclesiastica - si vociferava di un suo prossimo trasferimento a Roma alla guida di un importante dicastero della Curia romana e della sua possibile elezione a papa nel successivo conclave - fu l'accusa di aver partecipato attivamente alla copertura delle accuse di molestie sui minori da parte dei preti della sua arcidiocesi.
Nel gennaio del 2001 venne coinvolto nel processo contro padre John Geoghan, un pedofilo seriale che venne poi ucciso in carcere da Joseph Lee Druce, un altro detenuto. L'editore del settimanale Boston Phoenix Susan Ryan-Vollmar incaricò la giornalista Kristen Lombardi di indagare. Questa scrisse un articolo sui casi sotto il titolo "Cardinal sin". Mark Keane, una vittima di padre Geoghan, riteneva che il cardinale Law fosse direttamente a conoscenza che Geoghan, dal 1962 al 1993, avesse molestato ripetutamente i bambini. Keane disse che l'arcivescovo non solo aveva permesso al sacerdote di continuare a lavorare, ma lo aveva ripetutamente spostato di parrocchia in parrocchia, dove ebbe contatti quotidiani con molti bambini indifesi (uno dei quali era Keane). Anche se gli abusi di padre Geoghan vennero ripetutamente segnalati dai media fin dal 1996, il nuovo editore del quotidiano The Boston Globe Martin Baron nel settembre del 2001 affidò il caso alla squadra d'inchiesta Spotlight, guidata da Walter Robinson. Lombardi riconobbe che il The Boston Globe potrebbe aver avuto la storia prima di lei ma che la pubblicò più tardi in attesa della diffusione di informazioni riservate. Il The Boston Globe pubblicò un'inchiesta nella quale emerse che nell'arcidiocesi molti preti pedofili venivano spostati di parrocchia in parrocchia e che essa siglò decine di accordi extragiudiziali riservati con le vittime. Secondo il giornale questa linea di comportamento risaliva anche al predecessore di Law, il cardinale Humberto Sousa Medeiros.
Vista la gravità della situazione il 13 dicembre 2002 papa Giovanni Paolo II accettò la sua rinuncia al governo pastorale dell'arcidiocesi. Law scrisse in una dichiarazione personale che "le circostanze particolari di questo periodo suggeriscono una partenza tranquilla. Per favore, ricordatemi nelle vostre preghiere". e si trasferì immediatamente nel convento delle Suore della misericordia di Alma. Il The Boston Globe in un editoriale pubblicato il giorno dopo le sue dimissioni affermò: "Law è diventata la figura centrale in uno scandalo di abusi criminali, diniego, rimborsi e insabbiamenti che risuonano in tutto il mondo". Una lettera che sollecitava le dimissioni del cardinale Law venne firmata da 58 sacerdoti, in maggioranza preti diocesani che avevano giurato di obbedire al cardinale come loro diretto superiore. L'editoriale affermò che questa lettera era "sicuramente uno degli eventi che avevano causato la sua partenza". L'indagine valse il Premio Pulitzer di pubblico servizio al quotidiano nel 2003 e aprì a numerose indagini sui casi di pedofilia all'interno della Chiesa cattolica.
L'inchiesta divenne il soggetto di un film, Il caso Spotlight, uscito negli Stati Uniti nel novembre del 2015, in cui il cardinale venne interpretato da Len Cariou. Il film è diretto da Tom McCarthy e vinse l'Oscar al miglior film e quello per la miglior sceneggiatura originale.
In una dichiarazione pubblicata dalla Santa Sede il giorno delle sue dimissioni il cardinale Law affermò: "È mia fervente preghiera che questa azione [le sue dimissioni] possa aiutare l'arcidiocesi di Boston a sperimentare la guarigione, la riconciliazione e l'unità di cui c'è così disperatamente bisogno. A tutti coloro che hanno sofferto delle mie mancanze ed errori chiedo scusa e da loro chiedo perdono". Law rimase vescovo e cardinale della Chiesa cattolica e, come cardinale, partecipò al conclave del 2005 che elesse papa Benedetto XVI ma non partecipò invece al conclave del 2013 in quanto aveva più di 80 anni.
Dopo la sua morte nel 2017 il Guardian affermò che Law era diventato "un simbolo della protezione sistematica della Chiesa cattolica romana dei preti pedofili" a causa della sua incapacità di fermare gli abusi sessuali a Boston.
Qualche mese dopo le dimissioni, il cardinale Law si trasferì da Boston a Roma. Quando il procuratore generale dello Stato pubblicò il suo rapporto intitolato "Child Sexual Abuse in the Archdiocese of Boston" il 23 luglio 2003, criticò severamente Law affermando che "l'arcidiocesi ha mostrato una riluttanza istituzionale ad affrontare adeguatamente il problema e, di fatto, ha fatto delle scelte che hanno permesso che l'abuso continuasse". Il rapporto non diceva che il cardinale Law aveva cercato di eludere le indagini ma affermava che non aveva infranto alcuna legge.
Nel luglio del 2003 il papa chiamò a succedergli monsignor Sean Patrick O'Malley.
Il 27 maggio 2004 papa Giovanni Paolo II lo nominò arciprete della basilica liberiana di Santa Maria Maggiore, un incarico prettamente onorifico. Questa nomina suscitò comunque molte polemiche, tanto da far titolare a La Repubblica: Promosso il cardinale dello scandalo, e al New York Times: Aperte vecchie ferite. La posizione del cardinale Law era però già stata discussa in un summit tenutosi nel 2002 e al cui capo vi fu lo stesso papa Giovanni Paolo II.
Fu membro della Congregazione per il clero, della Congregazione per i vescovi dal 2 febbraio 2002, della Congregazione per le Chiese orientali, della Congregazione per il culto divino e la disciplina dei sacramenti, della Congregazione per gli istituti di vita consacrata e le società di vita apostolica, della Congregazione per l'educazione cattolica, della Congregazione per l'evangelizzazione dei popoli, del Pontificio consiglio per la famiglia, del Pontificio consiglio della cultura e del Consiglio di cardinali per lo studio dei problemi organizzativi ed economici della Santa Sede dal 1º aprile 2000. Ricopriva molti di questi incarichi già prima di dimettersi dal governo dell'arcidiocesi di Boston, ma vivendo a Roma poté partecipare più attivamente ai lavori dei dicasteri e rimase quindi una figura molto influente. A Roma il cardinale Law era considerato una voce conservatrice attiva e importante all'interno dei molti uffici della Santa Sede in cui prestava servizio. Robert Mickens, un giornalista vaticanista di lunga data, riferì che Law riteneva di essere stato "maltrattato", e che altri cardinali lo consideravano una vittima piuttosto che un colpevole.
Il 4 novembre 2011, al compimento del suo ottantesimo anno di vita, divenne cardinale non elettore e decadde da tutti gli incarichi di Curia, ma rimase arciprete della basilica di Santa Maria Maggiore fino al 21 novembre 2011, quando il papa chiamò a succedergli monsignor Santos Abril y Castelló.
Era comunemente dato per scontato che il cardinale Law avrebbe vissuto il suo pensionamento a Roma, partecipando pure a tutte le feste annuali del 4 luglio organizzate dall'ambasciata degli Stati Uniti presso la Santa Sede.
Un'altra polemica legata al cardinale nacque in occasione della festa di Santa Lucia il 13 dicembre 2011: l’arcivescovo di Siracusa invitando il cardinale a presenziare la festa suscitò una reazione polemica presso la popolazione, che considerava la sua presenza inopportuna.
Nel maggio del 2012 MSNBC riferì che il cardinale Law era "la persona a Roma che sosteneva con più forza la petizione dell'arcivescovo di Baltimora William Edward Lori per indagare e reprimere la Leadership Conference of Women Religious, un grande gruppo di suore americane alla ricerca di un ruolo maggiore nella Chiesa".
Nel marzo del 2013 Law viveva nel complesso della basilica di Santa Maria Maggiore. Il 15 di quel mese alcuni giornali riportarono la notizia secondo la quale il nuovo papa Francesco lo avrebbe allontanato da essa, ma essa successivamente si rivelò infondata. A partire dal 2015 visse invece nel Palazzo della Cancelleria e nell'agosto di quell'anno visitò gli Stati Uniti per l'ultima volta per presenziare alle esequie del cardinale William Wakefield Baum a Washington.
Ricoverato da due settimane in un ospedale di Roma per un problema cardiaco cronico, morì nelle prime ore del 20 dicembre 2017 all'età di 86 anni. Le esequie si tennero il giorno successivo alle ore 15.30 all'Altare della Cattedra della basilica di San Pietro in Vaticano: la liturgia esequiale venne celebrata dal cardinale Angelo Sodano, decano del Collegio cardinalizio, e al termine della stessa papa Francesco presiedette il rito dell'ultima commendatio e della valedictio. È sepolto nella cripta della cappella del Crocifisso della basilica di Santa Maria Maggiore. Le vittime degli abusi hanno protestato contro questa sepoltura:  “Questa sepoltura è una mancanza di rispetto assoluta per noi vittime”, hanno detto a Repubblica. E ancora: “Seppellire nel cuore della cristianità il cardinale Law con tutto quello che rappresenta, dopo averlo addirittura portato a Roma come arciprete, è un affronto che ferisce tutte noi vittime”.

## Genealogia episcopale e successione apostolica
La genealogia episcopale è:
- Cardinale Scipione Rebiba
- Cardinale Giulio Antonio Santori
- Cardinale Girolamo Bernerio, O.P.
- Arcivescovo Galeazzo Sanvitale
- Cardinale Ludovico Ludovisi
- Cardinale Luigi Caetani
- Cardinale Ulderico Carpegna
- Cardinale Paluzzo Paluzzi Altieri degli Albertoni
- Cardinale Gaspare Carpegna
- Cardinale Fabrizio Paolucci
- Cardinale Francesco Barberini
- Cardinale Annibale Albani
- Cardinale Federico Marcello Lante Montefeltro della Rovere
- Vescovo Charles Walmesley, O.S.B.
- Arcivescovo John Carroll, S.I.
- Vescovo Benedict Joseph Flaget, P.S.S.
- Arcivescovo Martin John Spalding
- Cardinale James Gibbons
- Vescovo Edward Patrick Allen
- Vescovo Richard Oliver Gerow
- Vescovo Joseph Bernard Brunini
- Cardinale Bernard Francis Law

La successione apostolica è:
- Vescovo Tomás Andrés Mauro Muldoon, O.F.M. (1984)
- Vescovo Robert Joseph Banks (1985)
- Arcivescovo Roberto Octavio González Nieves, O.F.M. (1988)
- Vescovo John Richard McNamara (1992)
- Vescovo John Patrick Boles (1992)
- Vescovo John Brendan McCormack (1995)
- Vescovo William Francis Murphy (1995)
- Vescovo Francis Xavier Irwin (1996)
- Vescovo Emilio Simeón Allué Carcasona, S.D.B. (1996)
- Vescovo Richard Joseph Malone (2000)
- Vescovo Walter James Edyvean (2001)
- Vescovo Richard Gerard Lennon (2001)